# Snap!
Snap! är en tysk elektronisk musikgrupp skapad 1989 av de tyska producenterna Michael Münzing (alias Benito Benites) och Luca Anzilotti (alias John "Virgo" Garrett III). Sångarna bestod till början av rapparen Turbo B, Jackie Harris och Penny Ford. Thea Austin ersatte dock Harris och Ford kort efter genombrottet. 1992 var även Turbo B. borta till förmån för Niki Haris och Summer. Bandet svartlistades officiellt från nattklubbar under 1996 efter att en bandmedlem fällt nedsättande kommentarer om homosexuella. Efter en ursäkt välkomnades de tillbaka först 2003.
De fick några stora hits; "The Power" och "Ooops Up" 1990 men framförallt med  "Rhythm Is a Dancer" 1992.
Under 2006 släpptes nya singeln "Beauty Queen". De nya artisterna hette nu Sarah Martin och Loc (alias Damien Behenan).
2006 återvände original-sångaren Penny Ford till SNAP!

## Diskografi

### Album
- 1990 – World Power
- 1992 – The Madman's Return
- 1995 – Welcome to Tomorrow
- 1996 – Snap! Attack - The Best Of
- 1996 – Snap! Attack - The Remixes
- 2001 – The Greatest Hits
- 2002 – The Power - Best Of Snap!
- 2003 – Cult Of Snap! 1990–2003

### Singlar
- 1990 – The Power
- 1990 – Ooops Up
- 1990 – Cult of Snap
- 1990 – Mary Had a Little Boy
- 1991 – Megamix
- 1991 – Colour of Love
- 1992 – Rhythm Is a Dancer
- 1992 – Exterminate! (sång)
- 1993 – Do You See The Light (Looking For)
- 1994 – Welcome To Tomorrow (Are You Ready?)
- 1995 – The First The Last Eternity (Till The End)
- 1995 – The World in my Hands
- 1996 – Rame (sång)
- 1996 – The Power '96
- 1996 – Rhythm is a Dancer '96
- 2000 – Gimme a Thrill
- 2002 – Do You See The Light 2002 vs Plaything
- 2002 – Rhythm is a Dancer 2002 vs CJ Stone
- 2003 – The Power (Of Bhangra)
- 2003 – Ooops up 2003
- 2005 – Beauty Queen
- 2006 – Excited
- 2006 – We Want Your Soul